# Марчуки 1
Марчуки 1-е — село Ряжского района Рязанской области, входит в состав Алешинского сельского поселения.

## География
Село расположено в 5 км на юго-восток от центра поселения села Большая Алешня и в 13 км на юго-восток от райцентра Ряжска.

## История
Каменная Скорбященская церковь с приделом Георгиевским в селе начата постройкою в 1814 году, придельная освящена в 1816 году, а настоящая в 1825 году; в 1851 году придел был значительно распространен и освящен 24 октября того же года, к тому же времени относится и перестройка колокольни; устрой второго придела в честь св. Митрофания относится к более позднему времени. 
В XIX — начале XX века село являлось центром Марчуковской волости Ряжского уезда Рязанской губернии. В 1906 году в селе было 398 дворов.
С 1929 года село являлось центром Марчуковского 1-го сельсовета Ряжского района Рязанского округа Московской области, с 1937 года — в составе Рязанской области, с 2005 года — в составе Алешинского сельского поселения.

## Население
| 1859 | 1897  | 1906  | 2010 |
| ---- | ----- | ----- | ---- |
| 1826 | ↗2418 | ↗2914 | ↘247 |

## Инфраструктура
В селе имеются фельдшерско-акушерский пункт, отделение почтовой связи.

## Достопримечательности
В селе расположена действующая Церковь иконы Божией Матери "Всех скорбящих Радость" (1816).